# Bernardo VII de Anhalt-Zerbst
Bernardo VII de Anhalt-Zerbst (17 de marzo de 1540-1 de marzo de 1570) fue un príncipe alemán de la Casa de Ascania y gobernante del principado de
Anhalt-Zerbst.
Nació y murió en Dessau, y era el tercer hijo varón y más joven del Príncipe Juan V de Anhalt-Zerbst con su esposa Margarita, hija del Elector Joaquín I Néstor de Brandeburgo.

## Biografía
Bernardo heredó Anhalt-Zerbst cuando su padre murió en 1551 junto con sus hermanos mayores Carlos I y Joaquín Ernesto según las estipulaciones de la ley familiar de la Casa de Ascania, que obligaba que no hubiera división de los territorios del principado.
A las muertes sin herederos de sus tíos Jorge III de Anhalt-Plötzkau en 1553 y Joaquín I de Anhalt-Dessau en 1561, Bernardo y Joaquín Ernesto heredaron sus territorios, que fueron fusionados con Anhalt-Zerbst (Carlos solo heredó Plötzkau, porque murió antes que Joaquín I). En 1562 Anhalt-Köthen también fue fusionado con Anhalt-Zerbst después de la muerte sin descendencia de su último príncipe, Wolfgang. Bernardo hizo su residencia en Dessau.

## Matrimonio e hijos
En Dessau el 28 de mayo de 1565 Bernardo contrajo matrimonio con Clara (Gifhorn, 1 de enero de 1550 - Franzburg, 26 de enero de 1598), hija póstuma del Duque Francisco de Gifhorn. Solo tuvieron un hijo:
1. Francisco Jorge (17 de octubre de 1567 - Zerbst, 7 de septiembre de 1568).

Bernardo murió sin herederos superviviente y fue sucedido por su hermano Joaquín Ernesto, quien se convirtió en el único gobernante de todos los territorios de Anhalt.
| Predecesor: Juan V    | Príncipe de Anhalt-Zerbst 1551-1570   | Sucesor: Joaquín Ernesto |
| Predecesor: Jorge III | Príncipe de Anhalt-Plötzkau 1553-1570 | Sucesor: Joaquín Ernesto |
| Predecesor: Joaquín I | Príncipe de Anhalt-Dessau 1561-1570   | Sucesor: Joaquín Ernesto |
| Predecesor: Wolfgang  | Príncipe de Anhalt-Köthen 1562-1570   | Sucesor: Joaquín Ernesto |

- Datos: Q102518